# 食吐鬼
食吐鬼是《正法念處經‧餓鬼品》中记载的三十六種鬼之一。記載婦人不將食物分給丈夫孩子者，死後會受此果報，以人呕吐物为食，经常被饥火焚烧，報受盡若再為人多轉世為乞丐。